# Chrysotoxum verralli
Chrysotoxum verralli là một loài ruồi trong họ Ruồi giả ong (Syrphidae). Loài này được Collin mô tả khoa học đầu tiên năm 1940. Chrysotoxum verralli phân bố ở vùng Cổ Bắc giới (Đan Mạch)